# Гавья
Гавья (Га́уя, Гауя́, Гавия; бел. Гаўя, лит. Gauja, пол. Gawia) — река в Гродненской области Беларуси и в Вильнюсском уезде Литвы, правый приток Немана.

## Происхождение названия
Согласно А. Ванагасу, происхождение гидронима не совсем ясно. На территории Литвы и Латвии имеет идентичные соответствия: лит. Gauja, латыш. Gauja и др. Д. Земзаре связывала с лит. gauja «куча, свора», латыш. gauja «толпа», лит. govija «толпа». К. Буга осторожно высказывался о возможности истолкования как «коровья река», сравнивая с латыш. govs «корова». Б. Савукинас выдвинул версию о связи с лит. goti «быстро идти». Эта версия согласуется с версией Я. Эндзелина, связывавшего Гауя с санскр. džavate «спешит».
Кроме того гидроним может быть объяснен от эст. koiw, фин. koivu «береза».

## Описание
Длина реки — 100 км (в пределах Беларуси — 68 км), площадь водосборного бассейна — 1680 км², среднегодовой расход воды в районе устья — 13,6 м³/с. Истоки реки находятся в Литве на Ошмянской возвышенности в Шальчининкском районе. Среднее и нижнее течение реки протекает по Неманской низменности по территории Беларуси в Ивьевском районе. Пойма — до 900 м шириной. Берега реки покрыты лесами, в основном смешанными.
Крупнейшие притоки — Опита, Жижма, Ведровка (правые); Версока, Подкупка, Клева, Якунька (левые).
Крупнейшие населённые пункты на реке: Девянишкес (Литва); Жемыславль, Субботники (Белоруссия).